# Vassilis Spanoulis
Vassilis "Billy" Spanoulis (em grego:  Βασίλης Σπανούλης) (Larissa, 7 de agosto de 1982) é um ex-basquetebolista profissional grego, atualmente atua como treinador da Seleção Grega e do AS Monaco que disputa a Euroliga e Élite (França).

## Carreira
Spanoulis integrou o elenco da Seleção Grega de Basquetebol nas Olimpíadas de 2004 e 2008.

## Estatísticas

### Euroleague
| Ano      | Equipe          | PJ  | PT | MPJ  | 2P   | 3P   | LL   | RT  | AS  | BR  | TO | PPJ  |      |
| -------- | --------------- | --- | -- | ---- | ---- | ---- | ---- | --- | --- | --- | -- | ---- | ---- |
| 2005-06  | Panathinaikos   | 23  | 3  | 27.8 | .534 | .368 | .780 | 2.0 | 3.1 | 1.4 | .0 | 14.6 | 15.5 |
| 2007-08  | Panathinaikos   | 20  | 5  | 27.8 | .444 | .355 | .750 | 2.6 | 2.7 | 1.3 | .0 | 11.3 | 11.1 |
| 2008-09  | Panathinaikos   | 19  | 9  | 25.6 | .413 | .309 | .879 | 2.4 | 3.5 | 1.2 | .0 | 10.5 | 11.4 |
| 2009-10  | Panathinaikos   | 14  | 6  | 25.3 | .398 | .277 | .845 | 1.5 | 3.6 | 1.1 | .0 | 10.3 | 9.7  |
| 2010-11  | Olympiacos B.C. | 20  | 17 | 29.5 | .444 | .347 | .852 | 1.8 | 4.3 | 1.1 | .1 | 14.2 | 14.3 |
| 2011-12  | Olympiacos B.C. | 21  | 19 | 29.8 | .479 | .386 | .827 | 2.0 | 4.0 | .7  | .1 | 16.7 | 16.0 |
| 2012-13  | Olympiacos B.C. | 31  | 31 | 30.0 | .397 | .321 | .782 | 2.2 | 5.5 | .9  | .0 | 14.7 | 15.1 |
| Carreira |                 | 148 | 90 | 28.3 | .448 | .339 | .812 | 2.1 | 3.9 | 1.1 | .0 | 13.5 | 13.7 |

### Temporada regular da NBA
| Ano      | Equipe          | PJ | PT | MPJ | 2P   | 3P   | LL   | RT | AS | BR | TO | PPJ |
| -------- | --------------- | -- | -- | --- | ---- | ---- | ---- | -- | -- | -- | -- | --- |
| 2006-07  | Houston Rockets | 31 | 0  | 8.8 | .319 | .172 | .810 | .7 | .9 | .2 | .0 | 2.7 |
| Carreira |                 | 31 | 0  | 8.8 | .319 | .172 | .810 | .7 | .9 | .2 | .0 | 2.7 |